# 向井忠義
向井 忠義（むかい ただよし、1944年 - ）は、日本の体操指導者。日本の社会体育指導者の草分け的存在となった人物でもある。

## 経歴
- 福岡県大牟田市出身。
- 1967年、日本体育大学卒業。
- 1967年 - 1969年、警視庁警察官体育指導
- 1969年 - 1977年、アスレティッククラブ指導
- 警視庁警察官体育とアスレティッククラブ指導の傍ら、1969年10月より、『うたのえほん』（現在は『おかあさんといっしょ』）に登場し、4代目たいそうのおにいさんに就任。同じく4代目として登場したのが小西幸男。登場した時から2人で出演し、人気を二分していた。体操は「ジャンポンポン」を1971年3月までは小西と、同年4月からは6代目の輪島直幸と共に担当していた。1973年3月に番組を卒業。現在は三鷹アスレティッククラブ（「まっく体操クラブ」）の代表者である。
- 1978年まっく体操クラブの三鷹教室の設立に参加。
- 2009年5月5日、NHK教育テレビ50周年記念特別番組「ETV50 こどもの日スペシャル〜もう一度見たい教育テレビ第2弾〜（生放送）」に「おかあさんといっしょ」4代目たいそうのおにいさんとして出演し、当時担当した体操「ジャンポンポン」を約36年ぶりに披露した。出演した際には「子どもの体操教室を開いているので、今でも現役です。」と語っており、「ジャンポンポン」の中に出てくる「ホットトット」の場面では側転を披露し、会場からは拍手が沸き上がった。

## テレビ
- おかあさんといっしょ（当時はうたのえほん）4代目たいそうのおにいさん
- ETV50 こどもの日スペシャル〜もう一度見たい教育テレビ第2弾〜

## 著作
- 『図解 跳び箱運動インパクト 開脚跳び10分間マスター法』 愛文舎 2006
- 『図解 なわとび運動インパクト なわとび運動5分間マスター法』 愛文舎 2010
- 『はじめよう!器械運動 (こどもチャレンジ第2シリーズ)』監修 ベースボール・マガジン社 2014
- 『体罰は是か非か』 まっく体操クラブ 2020